# اموری بیشوف
اموری بیشوف (انگلیسی: Amaury Bischoff؛ زادهٔ ۳۱ مارس ۱۹۸۷) ورزشکار فوتبال اهل پرتغال است.
از باشگاه‌هایی که در آن بازی کرده‌است می‌توان به باشگاه فوتبال آرسنال، باشگاه ورزشی وردر برمن، باشگاه فوتبال آکادمیکا، و باشگاه فوتبال استراسبورگ اشاره کرد.
وی همچنین در تیم‌های ملی فوتبال زیر ۱۸ سال فرانسه و زیر ۲۱ سال پرتغال بازی کرده‌است.